# Католицька церква в Німеччині
Като́лицька це́рква в Німе́ччині — друга християнська конфесія Німеччини. Складова всесвітньої Католицької церкви, яку очолює на Землі римський папа. Керується конференцією єпископів. Станом на 2004 рік у країні нараховувалося близько 26 297 000 католиків (31,79% від усього населення). Існувало 29 діоцезій, які об'єднували 12 488 церковних парафій.  Кількість  священиків — 18 365 (з них представники секулярного духовенства — 14 323, члени чернечих організацій — 4042), постійних дияконів — 2494, монахів — 5875, монахинь — 31 811.